# Cases Ramos
Les Maisons Ramos sont un bâtiment d'habitations de style moderniste construit en 1906 par Jaume Torres i Grau et déclaré bien culturel d'intérêt national.

## Description
Le bâtiment est pensé comme un seul corps avec une façade soignée et une façade latérale beaucoup plus simple. 
La façade fut réalisée à base de sgraffites beige et de dessins blancs sur des ornements. Des rambardes en fer forgé complètent le bâtiment.
L'ensemble a un arrière-goût médiéviste, voir gothique.
Il faut mentionner un grand bras de lumière en fer forgé à trois branches dans la cour, où l'on remarque l'influence du Lluís Domènech i Montaner. Ont également de l'intérêt les plaques des sonnettes, en laiton, de style moderniste.

## Source de traduction
- (ca) Cet article est partiellement ou en totalité issu de l’article de Wikipédia en catalan intitulé « Cases Ramos » (voir la liste des auteurs).